# Psychopsidae
Psychopsidae — родина сітчастокрилих комах підряду Myrmeleontiformia. Включає 26 сучасних видів.

## Поширення
Сучасні представники родини поширені в Африці, Австралії та Південно-Східній Азії. Викопні Psychopsidae відомі з усіх континентів. Найдавніші представники відомі з тріасу.

## Опис
Довжина крил 10-35 мм. На відміну від інших сітчастокрилих у Psychopsidae крила широкі та опушені, з щільним жилкуванням. Личинки мають великі голови з величезними, серпоподібними щелепами, які разом сягають майже половину довжини тіла.

## Роди
Сучасні
- Підродина Psychopsinae
  - Balmes
  - Psychopsis Newman, 1842
- Підродина Zygophlebiinae
  - Cabralis Navás, 1912
  - Silveira Navás, 1912
  - Zygophlebius Navás, 1910

Викопні
- †Acanthopsychops
- †Ainigmapsychops
- †Angaropsychops
- †Apeirophlebia
- †Aphthartopsychops
- †Archepsychops
- †Arctopsychops
- †Baisopsychops
- †Beipiaopsychops
- †Calopsychops
- †Cretapsychops
- †Embaneura
- †Epipsychopsis
- †Grammapsychops
- †Kagapsychops
- †Litopsychopsis
- †Micropsychops
- †Miopsychopsis
- †Propsychops
- †Propsychopsis
- †Psychopsites
- †Pulchroptilonia
- †Putzneura
- †Sinopsychops
- †Triassopsychops
- †Undulopsychopsis
- †Valdipsychops